# 카르만 와류

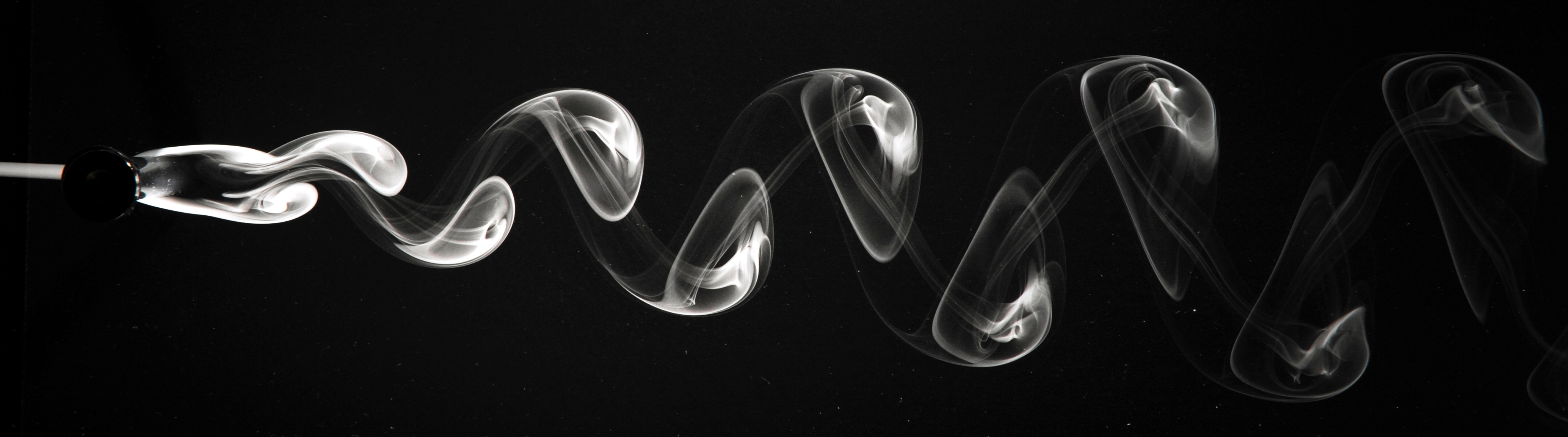
원통뒤에 나타나는 소용돌이의 시각화

카르만 와류(Kármán vortex street, or a von Kármán vortex street)는 유체동역학에서 나타나는 것으로 둥그런 물체 둘레에 있는 유체가 불완전하게 분리되는 기류를 발생하는 소용돌이의 반복 패턴이다. 유체 역학자 테오도르 폰 카르만(Theodore von Kármán)의 이름을 따온 것이다. 이런 현상으로 인해 전화기나 전선에서 윙윙 소리가 나고, 어떤 속도에서 자동차의 안테나가 진동한다.

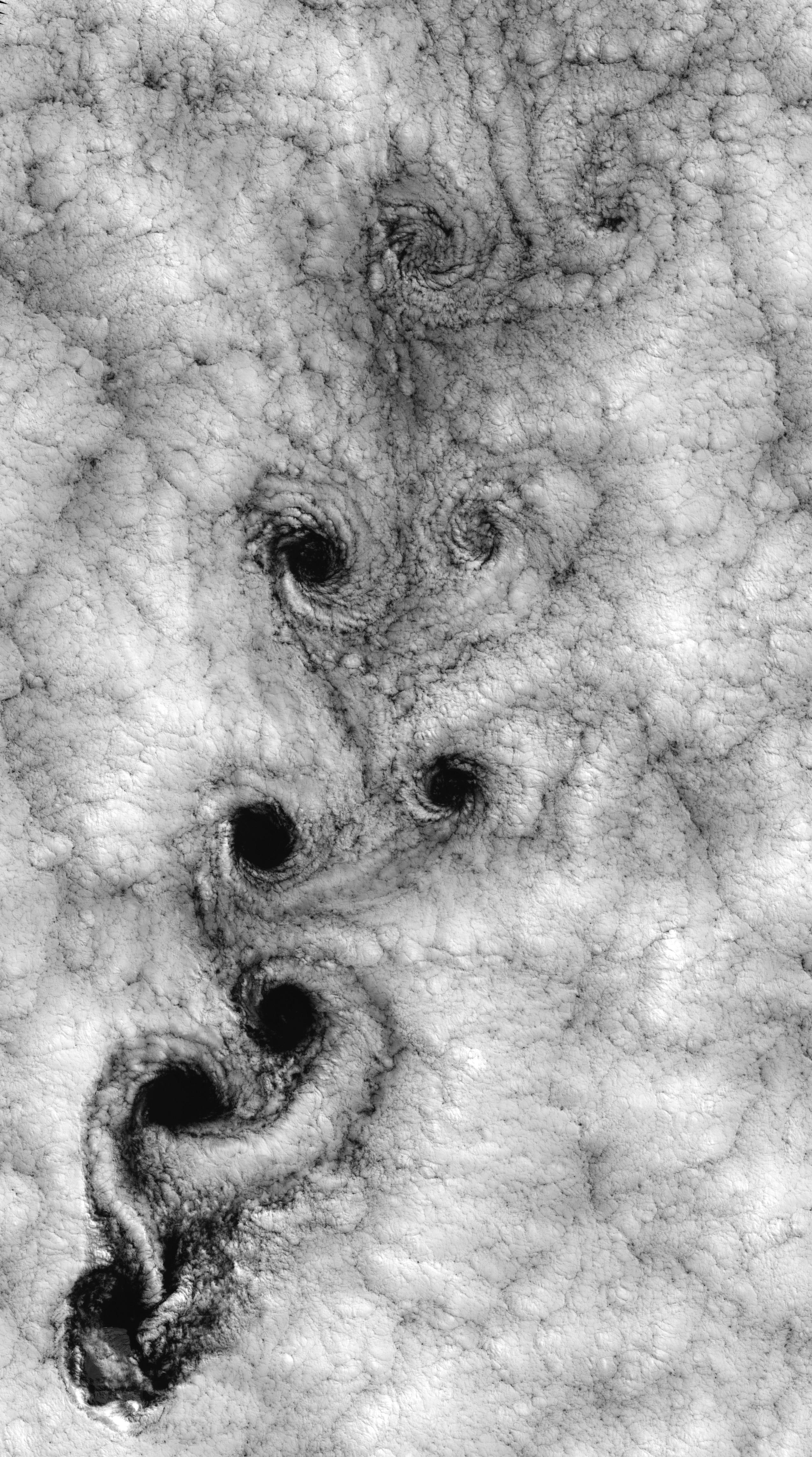
칠레 연안의 후안 페르난데스 제도 주변의 흐르는 바람에 의해 만들어진 카르만 와류

섬이나 격리된 산과 같은 장애물을 가로지르는 대기의 흐름은 종종 카르만 와류를 발생시킨다. 구름층이 해당 고도에 있을 때 보인다. 이러한 구름 층 소용돌이 거리는 위성에서 촬영되었다.
대한민국에서는 제주도 남쪽으로 흔히 나타나고 가끔 울릉도에서도 나타난다고 한다.

## 같이 보기
- 극소용돌이
- 용오름
- 착증 디스크
- 돌개바람